# Józef Rudolf Kustroń
Józef Rudolf Kustroń, poljski general, * 16. oktober 1892, † 16. september 1939.